# Ragnar Nathanaelsson
Ragnar Ágúst Nathanaelsson (Selfoss, 27 agosto 1991) è un cestista islandese.

## Carriera
Con l'Islanda ha disputato i Campionati europei del 2015.